# 45 Korpus Zmechanizowany (ZSRR)
45 Korpus Zmechanizowany (ros. 45-й механизированный корпус) – wyższy związek taktyczny wojsk zmechanizowanych Armii Czerwonej z lat trzydziestych.

## Formowanie
Korpus został sformowany jesienią 1932 na bazie 45 Dywizji Piechoty Ukraińskiego Okręgu Wojskowego. W 1935 Korpus podlegał pod Kijowski Okręg Wojskowy. 5  kwietnia 1938 roku na podstawie Dyrektywy Nr. М1/00666 Korpus został przeformowany w 25 Korpus Pancerny.

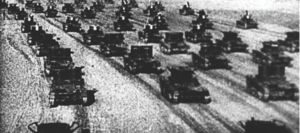
Czołgi T-26 produkcji z 1933 roku ze 133 brygady 45 Korpusu Zmechanizowanego na manewrach w Kijowskim Okręgu Wojskowym we wrześniu 1935 roku

### Skład korpusu
- 133 Brygada Zmechanizowana wyposażona w czołgi T-26:
  - trzy bataliony czołgów,
  - batalion piechoty,
  - batalion karabinów maszynowych,
  - dywizjon artylerii,
  - batalion saperów,
  - kompania przeciwlotniczych karabinów maszynowych,
- 134 Brygada Zmechanizowana wyposażona w czołgi BT:
  - trzy bataliony czołgów,
  - batalion piechoty,
  - batalion karabinów maszynowych,
  - dywizjon artylerii,
  - batalion saperów,
  - kompania przeciwlotniczych karabinów maszynowych,
- 135 Brygada piechoty,
- jednostki korpuśne:
  - batalion łączności,
  - batalion rozpoznawczy,
  - batalion chemiczny,
  - batalion saperski,
  - dywizjon artylerii[1].

### Wyposażenie
Na wyposażeniu korpusu na dzień 1.04.1937 znajdowało się:
- 496 czołgów:
  - 144 BT-7,
  - 168 BT-5,
  - 26 BT-2,
  - 70 T-37,
  - 1 T-38,
  - 37 czołgów z miotaczami płomieni (chemiczne)
  - 3 tankietki T-27,
- 87 samochodów pancernych:
  - 27 BA-27,
  - 56 FAI,
  - 1 D-8,
  - 11 BA-I
- 502 samochody,
- 59 ciągników,
- 66 motocykli,
- 250 pojazdów specjalnych, w tym: działa samobieżne, ciągniki na bazie T-26 (8 szt)[1].

### Dowództwo korpusu
- kombrig/komdiw Anton Borisienko – 1932 — 1937 (aresztowany i rozstrzelany),
- kombrig Filipp Golikow – 07.1937 – 01.1938,
- kombrig Nikołaj Wiedieniew – 1.01.1938 – 1.07.1938.